# Алкалоземен метал
Втора група от периодичната система, наречена още „Алкалоземна група“, включва елементите:
- Be – берилий – K 2s2
- Mg – магнезий – KL 3s2
- Ca – калций – KLM 4s2
- Sr – стронций – KLM 4s24p65s2
- Ba – барий – KLMN 5s25p66s2
- Ra – радий – KLMNO 6s26p67s2

Това наименование е дадено първоначално на елементите Ca, Sr и Ba, защото оксидите им приличат химически на алкалните метали и земните метали. Впоследствие наименованието остава за цялата група.
Химичните елементи Mg, Ca, Sr, Ba имат по 2 електрона в s-подслоя на последния слой и сходно запълнен предпоследен слой с 8 електрона. Те са електронни аналози и затова свойствата им и тези на образуваните от тях вещества са сходни. Be не е пълен електронен аналог на останалите и има двойствен характер. Той се различава по някои свойства от останалите. Радият не се разглежда, защото той е радиоактивен и не е добре изучен. Берилият има двойствен характер.

## Закономерности
Елементите от IIA група са s-елементи с аналогична електронна структура като алкалните метали, но имат 2s2-електронна структура. При берилия, подобно на лития, 2s2-електроните се намират над по-проста хелиева структура, определяща различията от аналозите му.
При берилия увеличеният ядрен заряд и слабото екраниране на 1s2-електроните определят значително по-малкият му атомен радиус. Всички свойства на берилия зависят от тези размери.
По-малките им атомни радиуси в сравнение с алкалните метали определят по-високи йонизационни енергии, нарастваща с поредния им номер, но тази тенденция се нарушава от радия.

## Физични свойства на елементите от втора А група
Простите вещества на алкалоземните елементи са метали със сребристобял цвят и метален блясък. Провеждат топлина и електричен ток.
Най-трудно топим е берилият, а най-лесно – магнезият.
Плътността им расте с увеличаване на поредния им номер (Z), като магнезият и калцият са по-леки от берилия. С изключение на берилия, всички други елементи са пластични.

## Химични свойства на елементите от втора А група
Всички елементи от втора А група, подобно на калция, взаимодействат с водорода, с кислорода, с останалите неметали, с водата и с киселините.
- взаимодействие с водород
{\displaystyle {\ce {Ca + H2 -> CaH2}}} – с увеличаване на поредния номер (Z) активността към водорода намалява.
- взаимодействие с кислород
{\displaystyle {\ce {2Ca + O2 -> 2CaO}}} – с увеличаване на поредния номер (Z) активността към кислорода се увеличава.
- взаимодействие с неметал
{\displaystyle {\ce {Ca + Cl2 -> CaCl2}}} – берилият реагира с неметалите при висока температура, а останалите елементи се самозапалват.
- взаимодействие с вода
{\displaystyle {\ce {Ca + 2HOH -> Ca(OH)2 + H2 ^}}} – само берилият не взаимодейства с вода.
- взаимодействие с разредени киселини
{\displaystyle {\ce {Ca + 2HCl -> CaCl2 + H2 ^}}} – с увеличаване на поредния номер (Z) активността към киселините се увеличава.